# Лю Имин
Лю Ими́н (кит. трад. 劉一明, упр. 刘一明, пиньинь Liú Yīmíng, 1734—1821) — даосский патриарх подшколы Лунмэньпай (принадлежащей к школе Цюаньчжэнь), мастер внутренней алхимии， автор многочисленных работ по даосизму, внутренней алхимии, медицине и комментариев к классическим текстам.

## Биография
Лю Имин родился в 1734 в уезде Цюйво Пинъянской управы (в настоящее время это место находится на территории уезда Вэньси провинции Шаньси). В раннем возрасте до 11 лет он сильно болел три раза (Sun Yongle 2011:302). После выздоровления он стал странствовать по Китаю. В 1753—1754 году он встретился с даосским учителем, которого звали Кангу Лаожэнь 龕谷老人 (Старец из долины Кангу). В 1757 он направился в Пекин, где изучал офтальмологию, следуя желанию отца. Через пять лет он направился в провинцию Хэнань, и там работал врачом до 1765 года (Sun Yongle 2011:302).
В 1766 он снова пустился в странствия, и в 1768 году познакомился с Сянлю Чжанжэнем 遇仙留丈 (Отдыхающий в Бессмертии Муж), который стал его наставником. От него Лю Имин получил уроки внутренней алхимии, и как вспоминает Лю Имин, от этих занятий он получил полное пробуждение (Liu Yiming 2013:34; Baldrian-Hussein 2008:691).
После смерти отца в 1769 году он отправился дальше в странствия на запад(в провинциях Шэньси, Ганьсу, Нинся) на десять лет. В 1779—1780 годы он посетил горы Циюнь 棲雲 (Юйчжун (Ланьчжоу)) и основался там, занимаясь даосскими практиками. Там он и остался жить, лишь временами пускаясь в поездки. Его хижина Цзыцзай-во 自在窩 (Гнездо бытия самим собой) сохранилась до настоящего времени (Sun Yongle 2011:304; Baldrian-Hussein 2008:691).
Лю Имин стал писать книги и вести учеников. Согласно его биографии, он расходовал средства для восстановления храмов, покупал и сдавал в аренду поля для бедных крестьян, и предоставлял землю для захоронений бедным. В 1816 году он выбрал благоприятное место для своей могилы в горах Циюнь в пещере. В 1821 году шестого числе первой луны он вошёл в пещеру, произнёс прощальную речь перед учениками и умер (Sun Yongle 2011:8).

## Труды
Основной сборник его трудов называется Daoshu shi’er zhong 道書十二種 (12 книг о Дао; Pregadio 2008:331-33). Этот сборник включает следующие книги:

### Основные комментарии по Внутренней алхимии
- Cantong zhizhi 參同直指 (Объяснения к трактату Цаньтунци)
- Wuzhen zhizhi 悟真直指 (Объяснения к трактату Учжэньпянь) перевод： Cleary 1987
- Yinfu jing zhu 陰符經注 (Комментарии к трактату Иньфуцзин) перевод： Cleary 1991:220-38
- Jindan sibai zi jie 金丹四百字解 (Разъяснения трактата Цзиндан сыбай цзы zi — 400 слов о Золотом Эликсире), перевод： Cleary 1986a:3-48

### Основные работы по Внутренней алхимии
- Xiangyan poyi 象言破疑 (Устранение сомнений в языке символов); перевод： Cleary, 1986a:51-118
- Xiuzhen biannan 修真辨難 (Разбор трудностей в культивации реальности)
- Xiuzhen houbian 修真後辨 (Продолжение разбора трудностей в культивации реальности); перевод： in Liu Yiming 2013
- Wudao lu 悟道錄 (Пробуждение в Дао); перевод： Cleary 1988
- Xiyou yuanzhi 西遊原旨 (Интерпретация романа Путешествие на Запад)

### Другие работы
Дополнительно Лю Имин написал:
- Несколько работ по книге Ицзин перевод： Cleary 1986b
- Малоизвестные комментарии к книге Даодэцзин и к буддийским текстам
- Работы по офтальмологии

## Воззрения по поводу даосизма и внутренней алхимии
Трактат Xiuzhen houbian 修真後辨 (Продолжение разбора трудностей в культивации реальности) содержит общий обзор представлений Лю Имина. Кроме того позиция описана в работах исследователей Лю Имина： Liu Ning 2001; Liu Zhongyu 2010; and Jia Laisheng 2011.
Хотя идея объединения трёх учений (Даосизм, Буддизм, Конфуцианство) не является главной линией работ Лю Имина, он нередко привлекает буддийскую и неоконфуцианскую терминологию (Baldrian-Hussein 2008:691). Для внутренней алхимии это характерно, когда при изложении материала привлекаются также понятия других традиций, что помогает подчеркнуть и выделить определённые позиции.

### Прежненебесное и Поздненебесное
Понятия «прежненебесного» (xiantian 先天) и «поздненебесного» (houtian 後天), то есть существовавшего до рождения Вселенной и после, представляют особую важность в представлении Лю Имина по даосизму и внутренней алхимии. Прежненебесное базируется на «изначальной эссенции» (yuanjing 元精， см. Цзин), «изначальном дыхании» (yuanqi 元氣, см. ци), и «изначальном духе» (yuanshen 元神). В поздненебесном мире на их основе развиваются соответствующие энергии ци, цзин и шэнь поздненебесного мира. (Liu Yiming 2013:23-25). «Изначальная эссенция» человека проявляется в семенной жидкости мужчины и менструальной крови женщины. «Изначальное дыхание» проявляется в обычном дыхании вдоха и выдоха. «Изначальный дух» проявляет себя как мышление человека (Liu Yiming 2013:27; см. Три сокровища). Прежненебесное состояние соответствует категории Ян, а поздненебесное — категории Инь (см. Инь и ян). Хотя развитие от одного к другому необходимо, прежненебесное состояние не исчезает, а остаётся в глубине и взаимодействует с поздненебесным. (Liu Yiming 2013:50, 124, 141).
Над прежненебесным и поздненебесным Лю Имин ставит понятие «Истинное единение прежненебесного дыхания» (xiantian zhenyi zhi qi 先天真一之氣). Он отмечает, что это уже не сопоставимо с поздненебесным дыханием вдоха и выдоха, или мышлением или семенем при совокуплении, и не является совокупностью изначальных эссенции, дыхания и духа. (Liu Yiming 2013:32). В терминах алхимии бессмертия, согласно Лю Имину, прежненебесное дыхание истинного единения и есть «золотой эликсир бессмертия». Этот эликсир и есть корень прежненебесного и поздненебесного, и открывает вход к не-дуальности, Истинному Единству.

### О человеке
Рассуждая о истинной природе человека, Лю Имин вводит специфические философские понятия, и соответствующие алхимическому процессу категории, выражаемые через символику. Используя буддийскую и даосскую терминологию, он даёт объяснение медитационных практик школы Цюаньчжэнь.
Скрытая Застава. Прорыв через «скрытую заставу» (xuanguan yiqiao 玄關一竅) ассоциируется с внепространственным центром человеческого естества. Лю Имин считает, что «скрытая застава», которая в даосской алхимической литературе соответствует копчику и выходу в спинной канал, не находится ни в теле человека, ни в сознании. (Liu Yiming 2013:101-2). Речь идёт о раскрытии «Истинного единения прежненебесного дыхания». Когда прежненебесное развивается к поздненебесному, прежненебесное Истинное Ян взаимодействует с поздненебесным Инь, и связь с внепространственным центром теряется. В символике Ицзина Истинное Ян выражается непрерывной чертой (⚊) внутри триграммы Кан ☵, окружённой двумя прерывистыми иньскими чертами. Целью Внутренней Алхимии является восстановление Истинного Ян, скрытого в иньском окружении (как в триграмме Кан ☵)，и использование его для замещения иньского начала в центре триграммы Ли ☲, что даёт полностью янскую триграмму Цянь (☰), истинное Ян. В результате подобных алхимических операций истинные прежненебесные Ян и Инь (Цянь ☰ и Кунь ☷) восстанавливаются и соединяются друг с другом.
Природа и Судьба. Понятия Природа (xing 性) и Судьба (ming 命) представляют собой два полюса человеческой жизни, к которым обращается Внутренняя Алхимия. «Путь Эликсира Бессмертия — не что иное, как путь культивации Природы и Судьбы» (Xiuzhen biannan). "Природа " соответствует естественным внутренним свойствам, данным в идеальной форме от рождения. «Судьба» соответствует воплощению природы в конкретной человеческой жизни, включая также общее предназначение человека. В философии Лю Имина переход от прежненебесного к поздненебесному затрагивает два аспекта Природы и Судьбы, которые он называет «истинными» и «ложными». (Liu Yiming 2013:44). Истинная природа может быть скрыта под ложной личностью, а истинное предназначение может быть скрыто в процессе естественного следования (shun 順) по жизни. Поэтапная практика внутренней алхимии позволяет повернуть вспять (ni 逆) жизненный процесс, позволяя выявить истинное предназначение, через которое увидеть истинную природу.
Тело и Сознание. По представлениям Лю Имина, обычное человеческое тело и мышление являются «иллюзорными» (huan 幻) по отношению с подлинным «дхармическим телом» (fashen 法身) и «небесным сознанием» (tianxin 天心). Небесное сознание "совершенно пусто (см. Шуньята) и совершенно сверхъестественно, при этом спокойно и неподвижно, но проникает повсюду, реагируя на внешние импульсы " (Liu Yiming 2013:40). Дхармическое тело (понятие буддизма, соответствующее пробуждённому телу Будды, см. Дхармакая) «не имеет ни головы, ни хвоста, ни лица, ни спины, оно находится в центре и не отклоняется» (см. там же). При трансформации в поздненебесное дхармическое тело отходит, а иллюзорное тело входит в свои права: небесное сознание устраняется, замещаясь человеческим сознанием (см. там же). Внутренняя алхимия позволяет достичь предельной неподвижности, дав проявиться небесному сознанию. Такая практика глубокой медитации приводит к зарождению Священного Зародыша (shengtai 聖胎), что в представлении Лю Имина выражает дхармическое или истинное тело индивидуума. (Liu Yiming 2013:62).

### Внутренняя алхимия(Нейдан)
Высшее дэ и низшее дэ. Лю Имин выделяет два пути алхимического саморазвития, которые называет «высшим дэ» (shangde 上德) and «низшим дэ» (xiade 下德; Liu Yiming 2013:117-20). Высшая сила дэ (достоинство, благодать) — такое состояние, когда прежненебесное не повреждено и Изначальное Единство не нарушено. Те немногие, которые обладают способностью сохранить Изначальное Единство, должны «сохранять и оберегать его» (Liu Yiming 2013:117). При этом необходимо следовать указаниям Учителя, но метод (fa 法) является ни чем иным как следованием Дао: не следует практиковать «Деяние», а надо действовать через «Недеяние» (У-вэй 無為). Если однако исходное состояние не сохранилось, и прежненебесное рассеялось, поздненебесное стало главенствовать, тогда, чтобы восстановить прежненебесное состояние, уже не поможет практика "недеяния ", и наоборот надо действовать. Для этого нужны техники (shu 術), которые позволят соединиться с истинными Ян и Инь, которые следует обнаружить внутри поздненебесных Инь и Ян. В этом и заключается путь Внутренней Алхимии, который является низшим дэ. Лю Имин отмечает, что если следовать практикам низшего дэ, можно достичь те же цели, что и высшее дэ. (Liu Yiming 2013:118).
Деяние и Недеяние. Подобно тому, как проводится разграничение между высшим и низшим дэ, Лю Имин акцептирует внимание на разнице между двумя аспектами (или стадиями) Внутреннего Эликсира. Культивация Природы и Судьбы соответствует следованиям высшему и низшему дэ. Те, кто может следовать высшему дэ, проходит одновременно обе стадии. «Обладая высшим дэ, нет надобности культивировать Судьбу, а вполне достаточно культивировать Природу: когда Природа приведена в порядок, Судьба также приводится в порядок» (Liu Yiming 2013:119). В обратной ситуации обе стадии надо проходить поочерёдно, начиная с низшей и продолжая высшей: «Низшее дэ предполагает культивацию Судьбы, и лишь потом культивацию Природы. Лишь когда Судьба (предназначение) приведена в порядок, следует заняться своей Природой» (там же). Путь высшего дэ затрагивает обе стадии — деяния и недеяния. Низшее дэ поочерёдно начинает с деяния, а потом переходит к недеянию.
Два Эликсира. Описанные стадии соответствуют двум различным Эликсирам, которые Лю Имин называет Эликсиром Малой Перегонки (xiao huandan 小還丹，буквально: «малая возвращённая киноварь») и Эликсиром Большой Перегонки (da huandan 大還丹，буквально: «большая возвращённая киноварь»). Малый эликсир представляет собой возвращённое от поздненебесного к прежненебесному (Liu Yiming 2013:61). Это восходящее движение, переворачивающее течение вследствие Внутренней Алхимии. Этот процесс может найти завершение только с помощью Большого эликсира, соответствующего нисходящему движению, возвращающего от небытия к Бытию, от глубинного скрытого к проявленному (Liu Yiming 2013:62). Внутренняя Алхимия рассматривает, таким образом, циклический процесс восхождения и спуска. В этом процессе поздненебесное и прежненебесное объединяются, и происходит трансформация (hua 化) поздненебесного в прежненебесное.